# Vladimir Basov
Vladimir Pavlovitj Basov (russisk: Владимир Павлович Басов) (født 28. juli 1923 i Urasovo i Sovjetunionen, død 17. september 1987 i Moskva i Sovjetunionen) var en sovjetisk skuespiller, filminstruktør og manuskriptforfatter.
Han modtog hæderen Folkets Kunstner i USSR i 1983.

## Biografi
Vladimir Basov blev født i landsbyen Urazovo i Voronezj Guvernement (i dag Belgorod oblast) som søn af Pavel Basov (Basultainen) og Aleksandra Basova. Faren var af finsk afstamning og havde en grad fra Tartu Universitet. Han tilsluttede sig bolsjevikkerne under Oktoberrevolutionen. "Basov" var hans dæknavn i partiet og han antog senere navnet som hans og familiens formelle efternavn. Han var officer og politisk kommissær indtil sin død i 1931. Vladimirs mor, Aleksandra Ivanovna, var præstedatter og mødte Pavel under Den Russiske Borgerkrig. I 1920'erne underviste hun landbobørn i russisk og russisk litteratur.
Vladimir Basov gik ind i hæren i 1941, hvor han var artilleriofficer og modtog dekorationer for sin indsats.
Efter krigen blev han i 1947 optaget på filmskolen VGIK, hvor han studerede instruktion Sergej Jutkevitj og Mikhail Romm. Efter eksamen i 1952 fik han arbejde på filmstudiet Mosfilm. Som instruktør instruerede han 18 film. Blandt hans mest roste film er filmatiseringen af Mikhail Bulgakovs skuespil Dni Turbinykh (da.: Turbinernes dage) (1976) og spionfilmen Sjjit i metj (da.: Skjoldet og sværdet) (1968), hvor han også var medforfatter på manuskriptet. Han er krediteret til at har bidraget til manuskriptet til de fleste af sine film.
I 1963 tilbød hans ven Georgij Danelija ham en lille rolle i filmen Romance i Moskva, der blev en stor succes. Basov blev hurtigt en af de mest populære sovjetiske komedieskuespillere. Han portrætterede ofte særlige karakterer, der driver nogle lyssky forretninger, såsom den ensomme embedsmand i Moskva tror ikke på tårer. Blandt hans større roller var rollen som Viktor Mysjlajevskij i sin egen Dni Turbinykh (da.: Turbinernes dage) (1976), Huck Finns far i Sovsem propasjjij (da.: Helt tabt) (1973), Duremar i  Prikljutjenija Buratino (da.: Buratinos eventyr) (1975), Pjotr Luzjin i Raskolnikov - forbrydelse og straf (1970), Artur Arturovitj i Flugten (1970) og Stump i Prikljutjenija Elektronika (da.: Eventyrlig elektronik) (1979). Han lagde endvidere stemme til en række populære tegnefilm.
Han arbejdede meget og kombineret med et kraftigt alkoholindtag gav dette ham alvorlige helbredsproblemer i 1980'erne. Han blev i 1983 ramt et et slagtilfælde, der gjorde ham halvsidig lammet, men han fortsatte desuagtet sit arbejde. Han døde efter sit andet slagtilfælde i 1987. Han er begravet ved Kuntsevskoje kirkegården.
Basov blev medlem af kommunistpartiet i 1948.

## Privatliv
Vladimir Basov blev gift tre gange til sovjetiske skuespillerinder. Hans først hustru var Roza Makagonova (1927-1995), som han mødte, da han studerede på VGIK. De fik ingen børn samme.
Det andet ægteskab var med Natalja Fatejeva. Parret fik i 1959 en søn, Vladimir Basov Jr., der også blev en prominent skuespiller og filminstruktør.
Det tredje ægteskab var med Valentina Titova, som han fik sønnen Aleksandr Basov med i 1965. Også han blev filminstruktør.

## Filmografi i udvalg
| År   | Film                                                   | Dansk titel                                 | Rolle                             | Noter                                       |
| ---- | ------------------------------------------------------ | ------------------------------------------- | --------------------------------- | ------------------------------------------- |
| 1953 | Nakhlebnik                                             | Den logerende                               |                                   | Kun instruktør                              |
| 1954 | Sjkola musjestva                                       | Modets skole                                | Porutjik (ukrediteret)            | Også instruktør                             |
| 1955 | Krusjenie emirata                                      | Emiratets sammenbrud                        | Oberst (ukreditet)                | Også instruktør                             |
| 1957 | Neobyknovennoje leto                                   | Usædvanlig sommer                           |                                   | Alene instruktør                            |
| 1961 | Bitva v puti                                           | Kamp på vej                                 | Radiostemme                       | Også instruktør                             |
| 1963 | Romance i Moskva                                       |                                             | Rengøringsmand                    |                                             |
| 1963 | Tisjina                                                | Stilheden                                   | Chauffør                          | Også instruktør                             |
| 1964 | Metel                                                  | Snestormen                                  | Ukrediteret                       | Også instruktør                             |
| 1965 | Tridtsat tri                                           | Tre og tredive                              | Museumsdirektør                   |                                             |
| 1965 | Operatsija Y i drugije prikljutjenija Sjurika          | Operation Y og Sjuriks andre eventyr        | En streng politimand              |                                             |
| 1968 | Sjjit i metj                                           | Skjoldet og sværdet                         | Bruno                             | Også instruktør                             |
| 1970 | Raskolnikov - forbrydelse og straf                     |                                             | Pjotr Petrovittj Luzjin           |                                             |
| 1970 | Flugten                                                |                                             | Artur Arturovitj, Kakerlak-zaren  |                                             |
| 1972 | Jekhali v tramvaje Ilf i Petrov                        | Ilf og Petrov kørte med sporvogn            | Sporvognspassager / Afdelingschef |                                             |
| 1972 | Vozvrasjtjenie k Sjizni                                | Tilbage til livet                           | Guitarist                         | Også instruktør                             |
| 1972 | Opasnyj povorot                                        | Farlig drejning                             | Charles Trevor Stanton            | Også instruktør                             |
| 1973 | Bolsjaja peremena                                      | Den store forandring                        | Fotograf ved brylluppet           |                                             |
| 1973 | Sovsem propasjjij                                      | Helt tabt                                   | Hucks far                         |                                             |
| 1973 | Tjipollino                                             | Tjipollino                                  | Fyrst Citron                      |                                             |
| 1974 | Nejlon 100%                                            | 100% Nylon                                  | Advokaten Kirejev                 | Også instruktør                             |
| 1975 | Prikljutjenija Buratino                                | Buratinos eventyr                           | Duremar                           |                                             |
| 1975 | Afonja                                                 |                                             | Vladimir Ivanovitj                |                                             |
| 1975 | Kapitan Nemo                                           | Kaptajn Nemo                                | Royer                             |                                             |
| 1975 | Sjag navstretju                                        | Et skridt fremad                            | Stresjnikov                       |                                             |
| 1976 | Dni Turbinykh                                          | Turbinernes dage                            | Viktor Mysjlajevskij              | Også instruktør                             |
| 1976 | Sentimentalnyj roman                                   | Sentimental romance                         | Far                               |                                             |
| 1977 | Pro Krasnuju Sjapotjku                                 | Om Lille Rødhætte                           | Den tynde ulv                     |                                             |
| 1977 | Mimino                                                 | Mimino                                      | Sinitsyn, operasanger             |                                             |
| 1977 | Nos                                                    | Næsen                                       | En læge                           |                                             |
| 1977 | Smesjnyje ljudi!                                       | Sjove mennesker!                            | Diakon Avdijesov                  |                                             |
| 1978 | Sjla sobaka po rojalju                                 | En hund gik langs klaveret                  | Gromov                            |                                             |
| 1978 | Novyje prikljutjenija kapitana Vrungelja               | Kaptajn Vrungels nye eventyr                | Tavse Blok                        |                                             |
| 1978 | Otets Sergij                                           | Pater Sergius                               | ukrediteret                       |                                             |
| 1979 | Moskva tror ikke på tårer                              |                                             | Anton Kruglov                     | Oscar for bedste fremmedsprogede film       |
| 1979 | Prikljutjenija Elektronika                             | Eventyrlig elektronik                       | gangsterbossen Stump              |                                             |
| 1979 | Klub samoubijts, ili Prikljutjenija titulovannoj osoby | Selvmordsklub, eller Titelpersonens eventyr | Inspector Trenton                 | Filmen blev udgivet i 1981                  |
| 1980 | Vetjernij labirint                                     | Aftenlabyrint                               | Kok                               |                                             |
| 1980 | Tegeran-43                                             | Teheran-43                                  | Taxachauffør                      | Sovjetisk, fransk, schweizisk co-produktion |
| 1981 | Budte moim muzjem                                      | Bliv min mand                               | Camper                            |                                             |
| 1981 | Fakty minuvsjego dnja                                  | Gårsdagens fakta                            | Petr Danilovitj                   | Også instruktør                             |
| 1982 | Skazka stranstvij                                      | Fortælling om vandringer                    | jurist                            |                                             |
| 1982 | Isjjite zjensjjinu                                     | Se efter en kvinde                          | Jacque-Pierre Antoine             |                                             |
| 1982 | Predtjuvstvije ljubvi                                  | Forudanelse om kærlighed                    | Vasja                             |                                             |
| 1982 | Printsessa tsirka                                      | Cirkusprinsessen                            | Pelikan                           |                                             |
| 1984 | Vremja i semja Konvej                                  | Tid og familien Conway                      | Ernest Beevers                    | Også instruktør                             |
| 1986 | Sem krikov v okeane                                    | Syv skrig i oceanet                         |                                   | Kun instruktør                              |